# Hochwasserrückhaltebecken Beimbach
Das Hochwasserrückhaltebecken Beimbach (Beimbachspeicher) ist ein Stausee bei Beimbach, einem Stadtteil von Rot am See im Landkreis Schwäbisch Hall (Baden-Württemberg), der dem Hochwasserschutz dient und den Jagst-Zufluss Brettach anstaut. Er liegt etwa 2,8 km östlich von Gerabronn und gehört dem Wasserverband Brettach.

## Beschreibung
Der Stausee liegt im engen Muschelkalk-Kerbtal der Brettach zwischen den auf den beidseitigen Hochebenen stehenden Ortsteilen Gerabronn-Rückershagen im Nordwesten und Rot am See-Beimbach im Südosten. Er hat deshalb einen überall deutlich weniger als 100 Meter breiten, knapp 1,0 km langen und – weil er im Bereich einer Talmäanderbiegung liegt – sichelförmigen Grundriss. Das Stauziel liegt auf 359 m ü. NN. Sein Einzugsgebiet von oberflächlich ca. 156,9 km² liegt in einem Karstgebiet mit Bachschwinden und Trockentälern, das nachweislich unterirdisch auch zu benachbarten Flüssen und Bächen entwässert. Im oberen Teil folgt die Gemeindegrenze der Seemitte, der untere gehört ganz zu Rot am See.
Das Hochwasserrückhaltebecken hat als Absperrbauwerk einen Staudamm aus Erdschüttmaterial. Die Anlage wurde von 1997 bis 2001 saniert.
Angeln im Stausee ist mit einem Erlaubnisschein möglich.
Ein weiteres Rückhaltebecken des Wasserverbands Brettach ist das Hochwasserrückhaltebecken Bemberg am Unterlauf des etwas weiter aufwärts in die Brettach mündenden Blaubachs.

## Geschichte
Vor der Einrichtung des Stausees entsprangen im Talbogen nordwestlich von Beimbach auf einer kleinen Insel in der Brettach an mehreren Stellen salzhaltige Quellen, die aus dem erst ein Dutzend Meter unterhalb des noch im Oberen Muschelkalk gelegenen Bachbetts einsetzenden Mittleren Muschelkalk aufstoßen. Im 18. Jahrhundert wurde hier mit mäßigem Erfolg eine Saline betrieben. Eine noch lange danach bestehende Ansiedlung am „ehemaligen Salzbronnen an der Brettach“ wurde spätestens zu Anfang des 20. Jahrhunderts zur Wüstung, deren Reste beim Bau des Stausees verschwanden.